# 卡尔·约瑟夫·希罗尼穆斯·温迪施曼
卡尔·约瑟夫·希罗尼穆斯·温迪施曼（德語：Karl Joseph Hieronymus Windischmann，1775年8月25日—1839年4月23日）是德国哲学家。

## 生平
出生于美因茨，在当地读中学，1772年开始在美茵茨大学学习哲学。由于法兰西的入侵，他不得不搬到维尔茨堡继续学业，期间也接触了自然科学和医学。1796年获得博士学位。之后，他作为医生在维也纳实习了一年，1797年返回美因茨居住，并教授医学课程。1801年，美因茨选侯派人召集他到阿沙芬堡做宫廷医生。1803年，他成为阿沙芬堡哲学和神学研究所的教授，并于1818年受聘为波恩大学哲学教授。同年入选利奥波第那科学院院士。1839年在波恩逝世。
他的儿子是东方学家弗里德里希·温迪施曼。

## 思想与著作
他早期的作品主要受谢林的影响，是一种泛神论的神秘主义。但他后来又逐渐走上了基督教哲学的道路。晚年，他计划写《世界历史进程中的哲学》一书，正面评价基督教思想史与黑格尔影响下19世纪哲学史的联系。但这项工作没有完成，只整理了中国和日本哲学史的部分。这些作品在许多方面与天主教学者约瑟夫·格雷斯的作品非常相似。1827-1834年在波恩出版了四卷。然而，黑格尔本人却谴责温迪施曼抄袭自己的中国学资料，称温迪施曼偷盗了自己对中国哲学的诠释。这种说法显然是不公平的，但是黑格尔后来再也没有回复过温迪施曼的信件。